# 陰持入經
《陰持入經》，由安世高在東漢時譯出，本經旨在闡明蘊界處──五蘊（經題的「陰」）、十八界（經題的「持」）、十二處（經題的「入」）之法相，又解釋了三十七菩提分法以及由道諦通達解脫之方法。本經可與《藏釋》的第六章〈經義集地〉（Suttattha-samuccaya-bhūmi）互作對照。

## 主要概念
- 九品：使人不明四諦、五蘊而沉淪於苦海的諸種惑業，即“痴、愛、貪、恚、惑、受、更、法、色”。
- 九絕：九種對治九品惑業的法門：一止、二觀、三不貪、四不恚、五不痴、六非常、七為苦、八非身（無我）、九不淨。
- 二本罪症：九品中的痴與愛，為人生最根本的惑業。九絕中的止與觀為治痴與愛的良藥。
- 慧：以「非常、苦、非身（無我）、不淨」對治「常、樂、身（我）、淨」這四顛倒，此修行活動稱為“四意止”。

## 影響
《陰持入經》的內容體現了佛教的阿毗曇對法義的組織方式，即道安所稱“善開禪數”中之“數”。